# 핀 하프스 FC
핀 하프스 FC(Finn Harps F.C.)는 아일랜드 밸리보페이를 연고로 하는 축구팀이다. 이 팀은 1954년에 창단되었으며, 현재 리그 오브 아일랜드 퍼스트 디비전에 참가하고 있다.

## 선수 명단

### 현역
참고: FIFA 자격 규정에 따라 소속된 국가대표팀 국기를 표시합니다. 선수는 복수의 FIFA 비회원국 국적을 가지고 있을 수 있습니다.
| 번호 | 포지션 | 국적       | 이름           |
| ---- | ------ | ---------- | -------------- |
| 1    | GK     |            | 팀 올리버 히머 |
| 2    | DF     | 스코틀랜드 | 제이미 왓슨    |
| 5    | DF     | 잉글랜드   | 매튜 매킨슨    |
| 8    | MF     | 잉글랜드   | 맥스 허치슨    |

| 번호 | 포지션 | 국적 | 이름 |
| ---- | ------ | ---- | ---- |

## 역대 감독
| 감독        | 임기        |
| ----------- | ----------- |
| 펠릭스 힐리 | 2004 ~ 2005 |